# Сен-Жорж-сюр-Мёз
Сен-Жорж-сюр-Мёз (фр. Saint-Georges-sur-Meuse, валлон. Sint-Djôr-so-Mouze / Sint-Djwer, нидерл. Sint-Joris-aan-de-Maas) — коммуна в Валлонии, расположенная в провинции Льеж, округ Варем. Принадлежит Французскому языковому сообществу Бельгии. На площади 20,90 км² проживают 6613 человек (плотность населения — 316 чел./км²), из которых 48,74 % — мужчины и 51,26 % — женщины. Средний годовой доход на душу населения в 2003 году составлял 11 995 евро.
Почтовый код: 4470. Телефонный код: 04.